# Menhir de la Tonnelle
Der Menhir de la Tonnelle steht auf dem Friedhof von Saint-Gilles-Croix-de-Vie, bei Les Sables-d’Olonne im Département Vendée in Frankreich.  
Der etwa 2,8 m hohe, 1,1 m breite und 0,4 m dicke Menhir wurde von seinem ursprünglichen Standort in Saint-Hilaire-de-Riez zum Friedhof von Saint-Gilles-Croix-de-Vie gebracht. Der lokale Historikers Marcel Baudouin (1860–1941) hatte den Menhir 1906 entdeckt und vergeblich versucht, ihn unter Denkmalschutz stellen zu lassen. Um ihn vor der Zerstörung zu bewahren, kaufte er ihn und ließ ihn 1920 bei seiner Familiengruft auf dem Friedhof als Stele  aufstellen. Baudouin war im Jahre 1904 Mitbegründer, Schatzmeister und von 1906 bis 1919 Generalsekretär der Société préhistorique française (Französische prähistorische Gesellschaft). Er gründete 1904 mit Arthur Chervin (1850–1921), Georges Courty (1875–1953) und Adrien de Mortillet (1853–1931) die Zeitschrift L’Homme préhistorique. 